# Lilium humboldtii
Lilium humboldtii es una especie de planta fanerógama perteneciente a la familia Liliaceae nativa de California. Es conocida como Humboldt's lily, siendo nombrada en honor de Alexander von Humboldt, el eximio naturalista y explorador que fue el primero en descubrir esta especie. es nativa del sur de la Cordillera de las Cascadas y Sierra Nevada, en el sudoeste de California. 

## Descripción
La planta alcanza los  3 m de altura con flores de color naranja-dorado con puntos rojo oscuro y los estambres de color marrón-naranja. 
Tiene dos subespecies:
- Lilium humboldtii subsp. humboldtii
- Lilium humboldtii subsp. ocellatum (Kellogg) Thorne 1978

## Sinonimia
subsp. humboldtii. De California.
- Lilium canadense var. puberulum Torr., Pacif. Railr. Rep. Parke, Bot. 4(5; 4): 146 (1857).
- Lilium californicum Duch., J. Soc. Natl. Hort. France, II, 4: 216 (1870).
- Lilium puberulum (Torr.) Duch., J. Soc. Natl. Hort. París, II, 4: 217 (1870).
- Lilium canadense var. humboldtii Baker, Gard. Chron. 1871: 1165 (1871).
- Lilium bloomerianum Kellogg, Proc. Calif. Acad. Sci. 4: 160 (1872).
- Lilium robinsonianum Baker, J. Linn. Soc., Bot. 14: 244 (1874).

subsp. ocellatum (Kellogg) Thorne, Aliso 9: 195 (1978). Desde el sur de California hasta México en Baja California.
- Lilium bloomerianum var. ocellatum Kellogg, Proc. Calif. Acad. Sci. 5: 88 (1873).
- Lilium ocellatum (Kellogg) Beane, Contr. Dudley Herb. 4: 358 (1955).
- Lilium bloomerianum Purdie, Gard. & Forest 10: 43 (1897), nom. illeg.
- Lilium fairchildii M.E.Jones, Contr. W. Bot. 16: 39 (1930).[1]